# Двайт Девіс (баскетболіст)
Двайт Е. Девіс (англ. Dwight E. Davis, нар. 28 жовтня 1949, Х'юстон, Техас, США) — американський професіональний баскетболіст, що грав на позиції важкого форварда за декілька команд НБА.

## Ігрова кар'єра
На університетському рівні грав за команду Х'юстон (1969–1972). 
1972 року був обраний у першому раунді драфту НБА під загальним 3-м номером командою «Клівленд Кавальєрс». Професійну кар'єру розпочав 1972 року виступами за тих же «Клівленд Кавальєрс», захищав кольори команди з Клівленда протягом наступних 3 сезонів.
Другою і останньою ж командою в кар'єрі гравця стала «Голден-Стейт Ворріорс», до складу якої він приєднався 1975 року і за яку відіграв 2 сезони.